# Bard College
Pour les articles homonymes, voir Bard.
Le Bard College est un établissement d'enseignement supérieur de l'État de New York. Créé en 1860, il est situé dans la ville de Annandale-on-Hudson. Le Bard College est spécialisé dans des cursus de liberal arts (cursus généraux qui développent un savoir non spécialisé) de quatre ans. Il est actuellement dirigé par le chef d'orchestre Leon Botstein.

## Quelques étudiants et enseignants célèbres
- Thurman Barker, batteur et percussionniste de jazz, y enseigne la musique.
- Pierre Joris, poète, essayiste, traducteur.
- Larry Hagman, acteur.
- Walter Becker, musicien.
- Donald Fagen, musicien.
- Heinrich Blücher philosophe aussi second mari d'Hannah Arendt, y enseigna.
- John Ashbery, poète et professeur d'université
- Caroline Bergvall, poète professeur de création littéraire.
- Ronan Farrow, militant des droits de l'homme, avocat, journaliste, prix Pulitzer 2018.
- John Yau, poète, critique d'art, essayiste, universitaire
- Arthur Sze, poète, traducteur, universitaire, d'origine chinoise
- Elizabeth Murray, enseignante à Bard College, peintre et sculptrice ayant révolutionné et remodelé l’abstraction moderniste
- Louis Heilbronn, photographe Franco-Américain

À noter : l'écrivain Philip Roth et la philosophe Hannah Arendt (déjà citée) y sont enterrés.

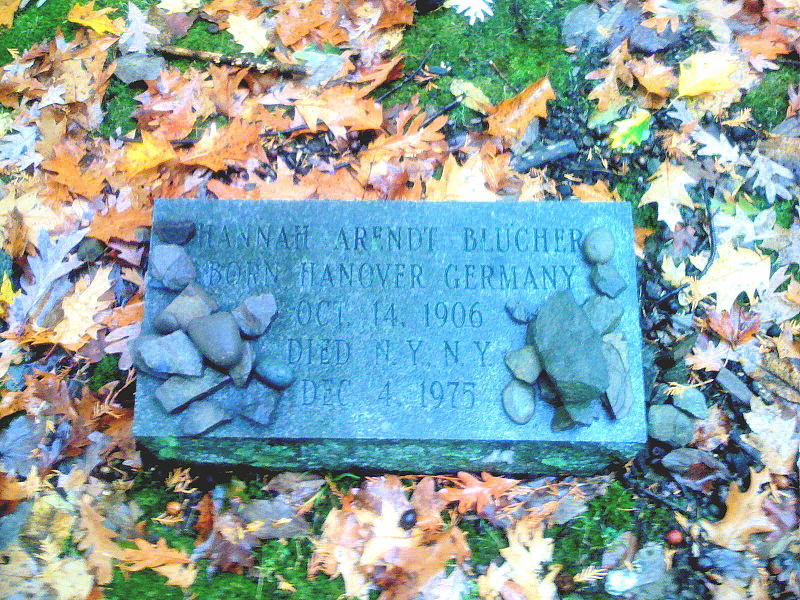
Tombe de Hannah Arendt à Bard College